# Гатвеч, Ньяким
Ньяким Гатвеч (англ. Nyakim Gatwech; 27 января 1993 года, Гамбела, Эфиопия) — американская модель южносуданского происхождения. Привлекла внимание своим тёмным цветом кожи и достигла значительной популярности в Instagram.

## Биография
Родители Ньяким Гатвеч жили в Майвути (Южный Судан), а позже бежали от гражданской войны в город Гамбела в Эфиопии, где и родилась Ньяким. Оттуда они мигрировали в Кению, где жили в лагерях беженцев, пока, наконец, не переехали в США, когда девушке было 14 лет. Сначала семья поселилась в Баффало, штат Нью-Йорк, позже Ньяким переехала в Миннеаполис, штат Миннесота Она утверждает, что считает себя южносуданкой, несмотря на то, что никогда не была в Южном Судане. Над модельной карьерой задумалась после участия в показе мод в Сент-Клаудском университете. В 2017 году снялась для рекламного постера фильма «Пила 8».

## Социальные сети
Гатвеч известна своим природным тёмным цветом кожи, за который получила прозвище Королева Тьмы. Гатвеч сталкивалась с проблемами самооценки и комментариями людей, агитирующих отбеливать кожу, чтобы она имела более светлый оттенок, но научилась принимать свою красоту и пигментацию благодаря любви и поддержке своих поклонников. У неё более 900 000 подписчиков в Instagram.